# Општина Чанад (Тимиш)
Чанад (рум. Cenad) општина је у Румунији у округу Тимиш.
Oпштина се налази на надморској висини од 82 m.